# Russisch-ungarische Beziehungen
Die Russisch-ungarischen Beziehungen sind das zwischenstaatliche Verhältnis zwischen Russland und Ungarn. Nachdem bereits im Mittelalter Kontakte zwischen den Magyaren und der Kiewer Rus bestanden hatten, kam es während der Revolutionen 1848/1849 zur Niederschlagung des Ungarischen Volksaufstands gegen die Habsburger mithilfe von Truppen des russischen Zaren. Durch den Ersten Weltkrieg kam es sowohl zum Zusammenbruch des Russischen Zarenreiches als auch des Vielvölkerstaates Österreich-Ungarn, wobei die Ungarische Räterepublik kurzzeitig Beziehungen zu Sowjetrussland etablierte. Das auf die Räterepublik folgende restaurierte Königreich Ungarn (mit Miklós Horthy als Regenten) stand jedoch in Konflikt mit den Sowjets und schloss sich Hitlers Kreuzzug gegen diese an. Mit der Niederlage der Achsenmächte wurde Ungarn von Stalin besetzt, der einen kommunistischen Marionettenstaat, die Ungarische Volksrepublik, etablierte. Dieser Staat blieb bis zum Fall des Eisernen Vorhanges eng an die Sowjetunion gebunden, welche 1956 militärisch in Ungarn intervenieren musste, um einen bürgerlich-demokratischen Aufstand niederzuschlagen. Nach 1990 distanzierte sich Ungarn von Russland und trat der NATO und der EU bei, importierte jedoch weiterhin russisches Erdöl und Erdgas. Unter dem Einfluss von Viktor Orbán kultivierte Ungarn schließlich wieder gute Beziehungen zu Moskau, auch nach dem Beginn des russisch-ukrainischen Konflikts 2014, was immer wieder für Streitigkeiten mit Ungarns Nachbarstaaten und der EU sorgte.

## Geschichte

### Mittelalter
Bereits im frühen Mittelalter bestanden Kontakte zwischen den ungarischen Großfürstentümern und der Kiewer Rus. So zog der Kiewer Fürst Swjatoslaw I. (um 950–972) in seinen Feldzügen ungarische Hilfstruppen heran. Im 10./11. Jahrhundert kam es auch zu dynastischen Verbindungen: Nach ungarischer Überlieferung heiratete der ungarische Fürst Ladislaus „der Kahlköpfige“ (Szár László), ein Neffe König Stephans I., eine Frau aus der Rus. In der Folge unterstützte Großfürst Jaroslaw I. von Kiew (1019–1054) zeitweise ungarische Thronansprüche. So unterstützte Jaroslaw den Fürsten Andreas (Árpáde), ein ins Exil geflohener Thronprätendent, mit Geld und Truppen gegen König Peter Orseolo. Andreas kehrte 1046 aus der Rus’ zurück und wurde nach seiner Rückeroberung des Throns mit Anastasia von Kiew, einer von Jaroslaws Töchtern, verheiratet. Diese Verbindung festigte indirekt die kulturellen Beziehungen, denn Ungarn nahm mit König Andreas I. (reg. 1046–1060) auch orthodoxe Kultureinflüsse auf. Im Hoch- und Spätmittelalter beschränkten sich die direkten Kontakte weitgehend auf Grenzkämpfe und dynastische Ehebündnisse. So begegnete etwa der Krakauer Raum (Ostpolen/Westukraine) im 12./13. Jahrhundert wechselnden Oberherrschaften, wobei zeitweise auch ungarische Könige Einfluss in Galizien gewannen. Für Ungarn war die Nordost-Karpaten-Region („Ungarische Berge“) bis ins 13. Jahrhundert eine Kontaktzone zu den Ostslawen. Insgesamt blieb jedoch die direkte politische Verflechtung gering: Ungarn war im Mittelalter meist entweder dem Heiligen Römischen Reich, Byzanz oder dem Osmanischen Reich zugewandt, während die Gebiete der Rus’ aufgrund des Mongolensturms (der Ungarn nur kurzzeitig beeinflusste) eine eigene politische und kulturelle Entwicklung nahm.

### Neuzeit
Mit der Neuordnung Europas in der frühen Neuzeit traten Ungarn (nun Teil des Habsburgerreichs) und das russische Zarenreich wieder stärker in Kontakt. Im 19. Jahrhundert kam es zu direkter militärischer Interaktion: Während des ungarischen Unabhängigkeitskriegs 1848/49 intervenierte Zar Nikolaus I. auf Seiten der Habsburger gegen die ungarischen Revolutionäre. Ab Mai 1849 marschierten etwa 200.000 russische Soldaten in Ungarn ein und verdoppelten so die feindliche Truppenstärke – was schließlich zur Niederlage der ungarischen Honvéd-Armee führte. Dem reaktionären Zarenreich ging es dabei vorwiegend um die Eindämmung der Revolutionen von 1848/1849 in Europa, die als Bedrohung empfunden wurden. Als die russisch-österreichische Allianz nach dem Krimkrieg (1853–1856) zusammenbrach, war die Position der Ungarn im Habsburgerreich gestärkt, was zur ungarischen Autonomie ab 1867 innerhalb des Österreichisch-Ungarischen Ausgleichs beitrug. Gegen Ende des 19. Jahrhunderts verschärfte sich die Rivalität zwischen Österreich-Ungarn und dem Zarenreich auf dem Balkan, was 1914 zum Ausbruch des Ersten Weltkriegs führte, in dem sich ungarische und russische Soldaten an der Ostfront gegenüberstanden. Der Krieg endete mit dem Zusammenbruch sowohl Österreich-Ungarns als auch des Russischen Reiches und einer deutlichen Verkleinerung des ungarischen und russischen Staatsgebiets.

### Sowjetisch-ungarische Beziehungen
Nach dem Ersten Weltkrieg und dem Zerfall Österreich-Ungarns kam es 1919 zur Ausrufung der kurzlebigen Ungarischen Räterepublik unter Béla Kun. Diese erkannte Sowjetrussland an und kooperierte mit den Bolschewiki. Lenin lobte die „ungarische Revolution“ als „ungewöhnlich originell“ und betrachtete die ungarischen Arbeiter gar als „ein noch besseres Vorbild“ als die russischen. In der Tat diente die Räterepublik den Bolschewiki Zeit ihres Bestehens als „Brückenkopf der Weltrevolution“ und Fenster zur Außenwelt. Nach dem Sturz der Räterepublik übernahm jedoch der rechtsautoritäre Miklós Horthy, der den Bolschewismus vehement ablehnte, die Macht in Ungarn. Erst im Februar 1934 nahmen Ungarn und die Sowjetunion formelle diplomatische Beziehungen auf. Im Zweiten Weltkrieg kämpfte das nationalistische Ungarn als Verbündeter NS-Deutschlands an der Ostfront gegen die Sowjetunion. Ungarische Truppen erlitten dabei verheerende Verluste: Die ungarische 2. Armee wurde 1942/43 in der Schlacht von Stalingrad quasi aufgerieben (nur 40.000 von 200.000 Männern kehrten heim). Ab 1944 rückte die Rote Armee in Ungarn ein, stürzte das Horthy-Regime und übergab die Macht an verbündete kommunistische Kräfte, begleitet von Säuberungsaktionen.

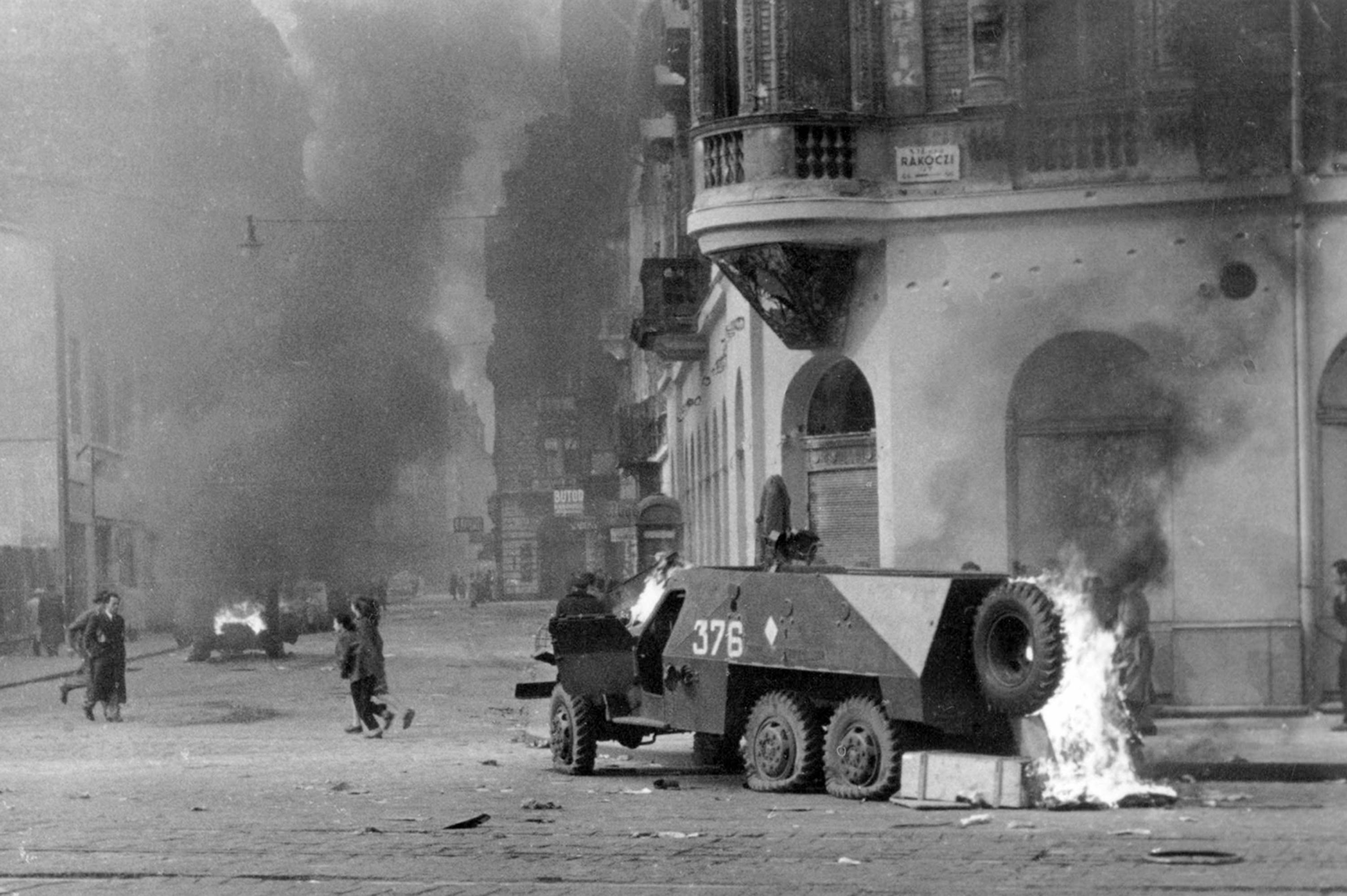
Ungarische Revolution von 1956

Von 1945 bis 1989 war Ungarn ein sowjetischer Satellitenstaat. Schon unmittelbar nach Kriegsende übten die Besatzungsmacht großen Einfluss auf Ungarn aus: Die Sowjetunion bestimmte in allen sicherheits- und machtrelevanten Fragen die Politik in Budapest. 1949 wurde die Ungarische Volksrepublik (Magyar Népköztársaság) ausgerufen, die sich dem Moskauer Modell anschloss. Ungarn schloss sich dem sowjetischen Comecon-Wirtschaftsbündnis an und trat 1955 als Gründungsmitglied dem Warschauer Pakt bei. Eine besonders prägende Episode war der Volksaufstand von 1956. Am 23. Oktober erhoben sich demokratisch orientierte Ungarn gegen das stalinistische Regime. Die Sowjetunion intervenierte mit Panzern und ließ den Aufstand blutig niederschlagen, wobei Tausende Ungarn starben. Unter der neuen Führung um János Kádár entstand in den Folgejahrzehnten eine relative Stabilität („Gulaschkommunismus“). Kádár versprach 1957 Reformen und beschwor die Loyalität Ungarns zur Sowjetunion, indem er die sowjetischen Truppen als Schutz vor „Imperialisten“ präsentierte. In wirtschaftlicher Hinsicht erlaubte seine Regierung ab den 1960er Jahren mehr Marktelemente: Der „Neue Wirtschaftliche Mechanismus“ von 1968 führte Profitanreize in die Planwirtschaft ein und gestattete Kleinbetrieben mehr Eigenständigkeit.
Für die Bevölkerung brachte die Kádár-Ära begrenzte Freiheiten: Reisen ins Ausland wurden erleichtert und der Tourismus expandierte. Oppositionelle Kritik duldete der Staat jedoch nur eingeschränkt und „wer nicht gegen uns ist, ist mit uns“ blieb die Devise. Trotz einiger innenpolitischer Zugeständnisse blieb Ungarn fest im sowjetischen Machtbereich eingebunden. 1968 sendete Kádár sogar ungarische Truppen mit nach Prag, um den Prager Frühling (die Reformbewegung in der Tschechoslowakei) niederzuschlagen. Die Ungarische Volksrepublik war Mitglied der Vereinten Nationen und anderer multilateraler Organisationen, verfolgte jedoch in der Außenpolitik stets die Linie Moskaus. Erst Ende der 1980er Jahre begann unter dem Druck des gesamt-europäischen Umbruchs auch in Ungarn eine langsame Erosion des Systems. Der Reformer Michail Gorbatschow erlaubte den sowjetischen Satellitenstaaten schließlich ihren eigenen Weg zu gehen (Sinatra-Doktrin). 1989 wurde die kommunistische Alleinherrschaft beendet und Ungarn wandelte sich zur Demokratie.

### Nach 1990

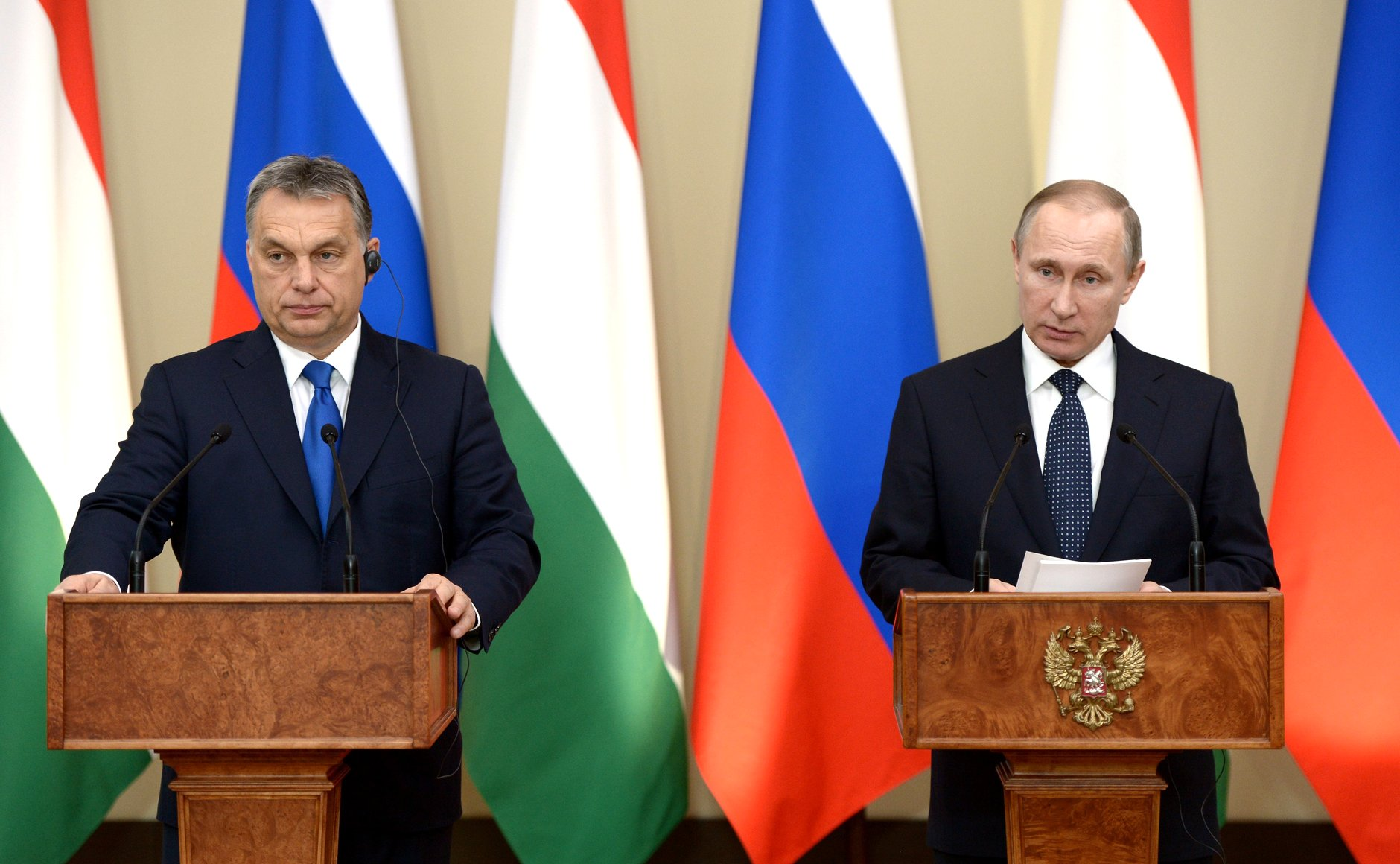
Viktor Orbán (links) mit Wladimir Putin (rechts) in Moskau (2016)

Mit dem Zusammenbruch der Sowjetunion suchte Ungarn ab 1990 seine Zukunft in Mitteleuropa. Das Land knüpfte enge Bindungen an westliche Institutionen: 1999 traten Ungarn, Polen und Tschechien der NATO bei und 2004 folgte der Beitritt zur Europäischen Union. Außenpolitisch orientierte sich Ungarn in den 1990er und frühen 2000er Jahren vornehmlich nach Westen, etwa durch Wirtschaftsreformen, Privatisierungen und Teilnahme an EU-Programmen. Gleichzeitig blieben strategische wirtschaftliche Verbindungen zu Russland bestehen. Ungarns Energieversorgung blieb nach wie vor stark russisch geprägt. Dieses Abhängigkeitsverhältnis vertiefte Ministerpräsident Viktor Orbán, der 2014 mit Präsident Wladimir Putin ein Abkommen unterzeichnete: Ungarns einziges Atomkraftwerk Paks soll mit zwei neuen Reaktorblöcken des russischen Staatskonzerns Rosatom erweitert werden, finanziert durch ein Darlehen aus Moskau. Orbán wurde auch immer wieder eine ideologische Nähe zu Russland unter Putin (so als Vorbild für den Umbau des eigenen Landes zu einem „illiberalen Staat“) vorgeworfen und innerhalb der EU blieb Orbán Putins wichtigster Verbündeter. Besonders nach dem Beginn des russisch-ukrainischen Konflikts ab 2014 löste dieses enge Verhältnis in anderen europäischen Hauptstädten regelmäßig Unbehagen aus.
Nach dem Beginn des russischen Überfalls auf die Ukraine schloss sich Ungarn den Sanktionen gegen Russland an und verurteilte das Handeln Moskaus öffentlich. Die Kontakte nach Moskau brachen allerdings auch nach 2022 nicht ab, wobei Orbán mit den nationalen Wirtschaftsinteressen Ungarns argumentierte und die EU-Sanktionen kritisierte. Im Juli 2024 besuchte er unangekündigt Moskau, wo er sich mit Putin traf. Bei dem Treffen forderte er die Ukraine zu Gebietsabtretungen auf, um einen Frieden zu erreichen und bot sich als Vermittler an. Die EU-Außenbeauftragte Kaja Kallas warf Orbán vor „Verwirrung zu stiften“ und aus zahlreichen europäischen Hauptstädten wurde Kritik laut. So blockierte Ungarn im EU-Rat mehrfach härtere Sanktionen gegen Russland – unter anderem erzwang die Orbán-Regierung im März 2025 mit ihrem Vetorecht die Streichung mehrerer russischer Oligarchen von der EU-Sanktionsliste. Ungarns Zögerung, Unterstützungszahlungen an die Ukraine zuzustimmen, war einer der Gründe, warum Ungarn sogar ein Stimmrechtsentzug innerhalb der EU angedroht wurde.

## Wirtschaftsbeziehungen

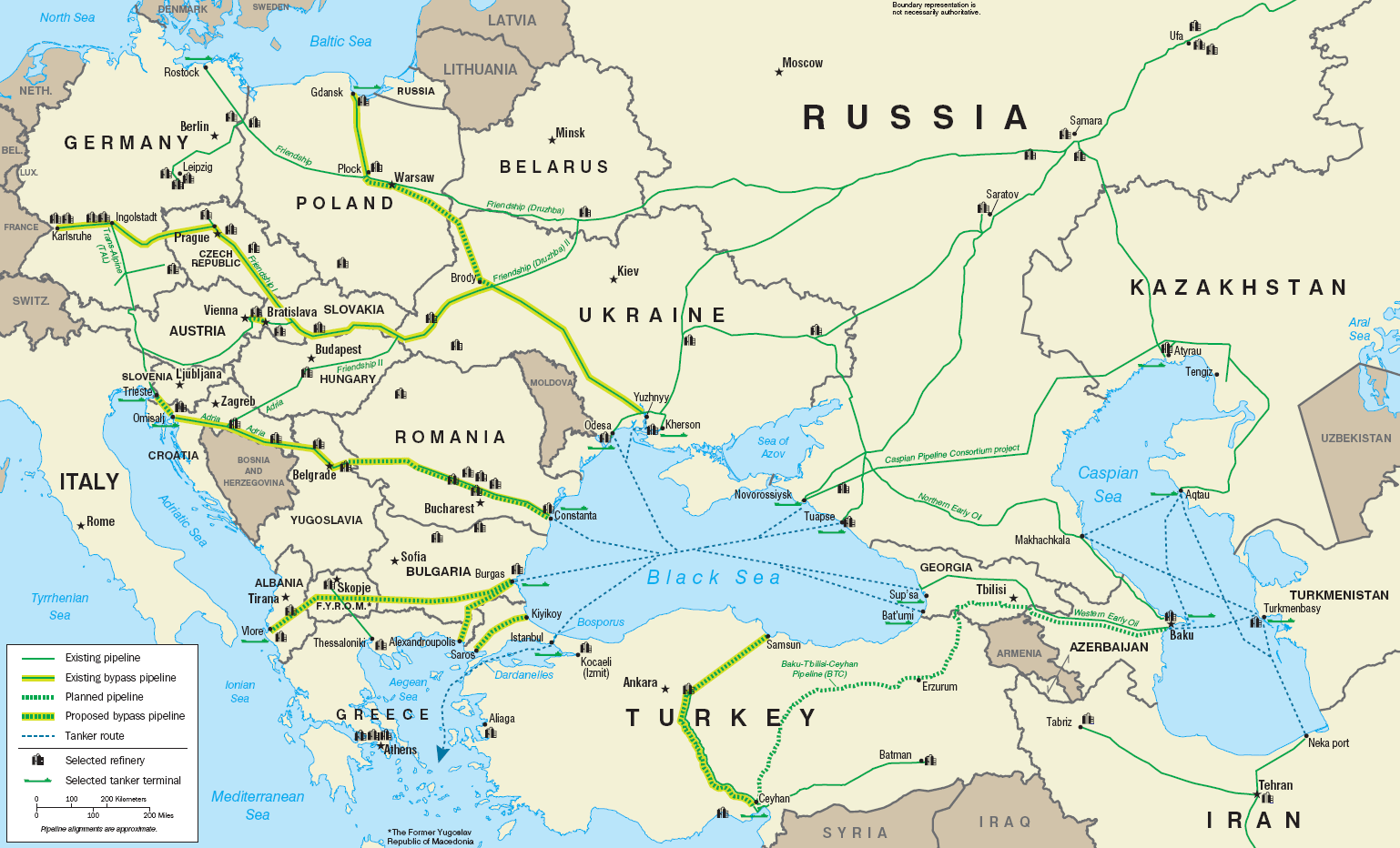
Pipelinenetzwerk in Europa

2024 lag das Handelsvolumen bei knapp 6 Milliarden US-Dollar, wovon 5 Milliarden russische Exporte nach Ungarn waren. Russland zählt seit Jahrzehnten zu den wichtigsten Energiepartnern Ungarns. 2024 lieferte Russland etwa 75 % des ungarischen Erdgases, zwischen 60 und 80 % des Erdöls, überwiegend über die Druschba-Pipeline bzw. über langfristige Lieferverträge mit Gazprom, und den gesamten Kernbrennstoff. Nach dem russischen Angriff auf die Ukraine 2022 kam es zu einem Rückgang im Handelsvolumen, gleichzeitig hielt Ungarn aber an laufenden Projekten fest und verzichtete auf nationale Sanktionen gegen russische Energieunternehmen. Während die EU eine strategische Entkopplung von russischer Energie verfolgt, betont die ungarische Regierung die wirtschaftliche Notwendigkeit stabiler Energiebeziehungen zu Russland – was innerhalb der EU teils für Irritationen sorgte. Die Abhängigkeit Ungarns von russischen Erdöleinfuhren erhöhte sich nach 2022 sogar noch und zwischen 2022 und 2024 brachten Erdölexporte nach Ungarn (und der Slowakei) dem russischen Staat 5,4 Milliarden US-Dollar ein. Die EU-Sanktionen hatte Orbán mehrfach kritisiert und für die Inflation in Europa verantwortlich gemacht. 2014 beschloss er eine nukleare Zusammenarbeit mit Russland und blockierte nach 2022 europäische Sanktionen gegen den russischen Atomsektor. Seine transaktionale Politik begründete er damit, dass ideologisch getriebene Außenpolitik „von cleveren Staaten erfunden worden sei, damit Dumme sie betreiben“.